# Fuse ODG
Nana Richard Abiona (Tooting, 2 de Dezembro de 1988), melhor conhecido pelo nome artístico Fuse ODG, é um artista musical britânico-ganês. Alcançou sucesso notável com o êxito "Antenna" em 2013, que alcançou o seu pico no número sete da tabela musical de canções do Reino Unido. Além disso, participou da canção "Light It Up (Remix)", do produtor norte-americano Major Lazer, que também alcançou o máximo de número sete naquela tabela musical. Embora nascido no sul de Londres, Abiona cresceu no Gana e voltou a Londres para completar a educação secundária, tendo estudado na The Archbishop Lanfranc School, situada em Croydon.

## Discografia
Álbuns de estúdio
- T.I.N.A. (2014)
- New Africa Nation[6] (2019)

Singles
- "Antenna" (2013)
- "Azonto" (com participação de Itz Tiffany) (2013)
- "Million Pound Girl (Badder Than Bad)" (2013)
- "Dangerous Love" (com participação de Sean Paul) (2014)
- "T.I.N.A." (com participação de Angel) (2014)
- "Thinking About U" (com participação de Killbeatz) (2015)
- "Only"[7] (2015)
- "Top of My Charts"[8] (2015)
- "BomBae" (com participação de Zack Knight e Badshah) (2016)
- "Jinja" (2016)
- "Mary Mary" (com participação de Big Narstie) (2017)
- "Diary" (com participação de Tiwa Savage) (2017)
- "Window Seat" (2017)
- "No Daylight" (2017)
- "Boa Me" (com participação de Ed Sheeran e Mugeez) (2017)
- "Feels Like Home" (com Sigala e Sean Paul com participação de Kent Jones) (2018)
- "Island" (2018)
- "Lazy Day" (com participação de Danny Ocean) (2019)